# Scleropogon coyote
Scleropogon coyote är en tvåvingeart som först beskrevs av Stanley Willard Bromley 1931.  Scleropogon coyote ingår i släktet Scleropogon och familjen rovflugor. Inga underarter finns listade i Catalogue of Life.